# Liste von Fußballfilmen
Der Fußballfilm ist ein Teilgebiet der Filmgattung „Sportfilm“, das dadurch definiert ist, dass Fußball zentrales Thema oder Leitmotiv des Films ist. Das Lexikon des Fußballfilms verzeichnet über 500 solcher Filme. Wie generell beim Sportfilm, aber zum Beispiel auch beim Musikfilm, werden dem Fußballfilm sowohl Spiel-, als auch Dokumentarfilme zugerechnet. Filme, in denen Fußball nur eine untergeordnete Rolle spielt, werden nicht zu den Fußballfilmen gezählt – ein Beispiel hierfür ist der Film Trainspotting.
Der Fußballfilm ist ein wichtiger Bestandteil der Fußballkultur. So gibt es zu diesem Thema Filmfestivals unter anderem in Basel (Flutlicht Fussball Film Festival), Berlin (11mm) und in Frankfurt.

## Fiktionale Filme
| Filmtitel                                                 | Jahr | Land                                       | Regie                                       | Filmgattung, Sonstiges                                                                              |
| --------------------------------------------------------- | ---- | ------------------------------------------ | ------------------------------------------- | --------------------------------------------------------------------------------------------------- |
| The Winning Goal                                          | 1920 | Großbritannien                             | G. B. Samuelson                             | Stummfilm; um die fiktive Mannschaft Blackton Rovers                                                |
| The Ball of Fortune                                       | 1926 | Großbritannien                             | Hugh Croise                                 | Stummfilm; mit Billy Meredith                                                                       |
| Der König der Mittelstürmer                               | 1927 | Deutschland                                | Fritz Freisler                              | Stummfilm                                                                                           |
| Die elf Teufel                                            | 1927 | Deutschland                                | Zoltan Korda                                | Stummfilm                                                                                           |
| The Great Game                                            | 1930 | Großbritannien                             | Jack Raymond                                | |
| La barra de Taponazo                                      | 1932 | Argentinien                                | Alejandro Del Conte                         | Komödie um einen Fußballfan                                                                         |
| Sportszerelem                                             | 1936 | Ungarn                                     | Zoltán Farkas, László Kardos                | Komödie um eine Firma, die nur Fußballspieler einstellt                                             |
| The Arsenal Stadium Mystery                               | 1940 | Großbritannien                             | Thorold Dickinson                           | |
| Das große Spiel                                           | 1942 | Deutschland                                | Robert A. Stemmle                           | |
| Campeones!!                                               | 1943 | Spanien                                    | Ramón Torrado                               | mit Guillermo Gorostiza, Ricardo Zamora und Jacinto Quincoces                                       |
| O Leão da Estrela                                         | 1947 | Portugal                                   | Arthur Duarte                               | mit Originalaufnahmen des Pokalfinales Porto-Sporting                                               |
| 11 uomini e un pallone                                    | 1948 | Italien                                    | Giorgio Simonelli                           | Komödie, mit Aufnahmen des alten Stadio Nazionale                                                   |
| Der Theodor im Fußballtor                                 | 1950 | Deutschland                                | E. W. Emo                                   | Komödie                                                                                             |
| Sportehre                                                 | 1951 | UdSSR                                      | Wladimir Petrow                             | |
| The Great Game                                            | 1953 | Großbritannien                             | Maurice Elvey                               | Komödie um Fußballmanager, u. a. mit Tommy Lawton                                                   |
| Small Town Story                                          | 1953 | Großbritannien                             | Montgomery Tully                            | mit Spielern des FC Arsenal, FC Millwall und FC Hayes                                               |
| Once pares de botas                                       | 1954 | Spanien                                    | Francisco Roviro Beleta                     | Gastauftritte u. a. von Antonio Ramallets, Alfredo Di Stéfano, Ladislao Kubala, Agustín Gaínza      |
| Los ases buscan la paz                                    | 1955 | Spanien                                    | Arturo Ruiz Castillo                        | mit László Kubala                                                                                   |
| The Love Match                                            | 1955 | Großbritannien                             | David Paltenghi                             | Komödie um einen fußballverrückten Lokomotivführer                                                  |
| Drei Mädchen im Endspiel                                  | 1956 | DDR                                        | Kurt Jung-Alsen                             | |
| El hincha                                                 | 1958 | Spanien                                    | José A. Martínez Suárez                     | Komödie um einen Superfan                                                                           |
| El crack                                                  | 1960 | Argentinien                                | José María Elorrieta                        | Drama, u. a. mit José Manuel Moreno Fernández                                                       |
| Los económicamente débiles                                | 1960 | Spanien                                    | Pedro Lazaga                                | Komödie um die Übernahme einer Mannschaft durch Fußball-Laien                                       |
| Der neue Fimmel                                           | 1960 | DDR                                        | Walter Beck                                 | Kinder- und Sportfilm                                                                               |
| Fußballiebe (Baietii nostri)                              | 1960 | Rumänien                                   | Gheorghe Vitanidis                          | Komödie um einen Kleinstadt-Fußballhelden                                                           |
| Zwei Halbzeiten in der Hölle (Két félidő a pokolban)      | 1961 | Ungarn                                     | Zoltán Fábri                                | |
| La batalla del domingo                                    | 1963 | Spanien                                    | Luis Marquina                               | mit Alfredo Di Stéfano                                                                              |
| Tретий тайм (Tretij tajm)                                 | 1963 | UdSSR                                      | Jewgeni Karelow                             | Drama um ein reales Spiel 1942                                                                      |
| Las chivas rayadas                                        | 1964 | Mexiko                                     | Manuel Muñoz Rodríguez                      | Film um die Mannschaft des Deportivo Guadalajara                                                    |
| Volver a vivir                                            | 1968 | Spanien / Italien                          | Mario Camus                                 | Drama um einen Spieler-Trainer in der Krise                                                         |
| Zwei Trottel in der Fußballliga (I due maghi del pallone) | 1970 | Italien                                    | Mariano Laurenti                            | Komödie                                                                                             |
| Die Angst des Tormanns beim Elfmeter                      | 1971 | BRD, Österreich                            | Wim Wenders                                 | nach der gleichnamigen Erzählung von Peter Handke aus dem Jahr 1970                                 |
| Bloomfield                                                | 1971 | Großbritannien / Israel                    | Uri Zohar, Richard Harris                   | Drama; bereits 1969 gedreht                                                                         |
| Cholo                                                     | 1972 | Chile                                      | Bernardo Batievsky                          | über und mit Hugo Sotil                                                                             |
| Fußballtrainer Wulff                                      | 1972 | BRD                                        | Erich Neureuther, Theo Mezger               | Fernsehserie                                                                                        |
| Las Ibericas F.C.                                         | 1972 | Spanien                                    | Pedro Masó                                  | über eine Frauenmannschaft                                                                          |
| Willi wird das Kind schon schaukeln                       | 1972 | BRD                                        | Werner Jacobs                               | Komödie mit Heinz Erhardt als Vereinspräsident                                                      |
| Libero                                                    | 1973 | BRD                                        | Wigbert Wicker                              | mit Franz Beckenbauer                                                                               |
| Fimpen, der Knirps (Fimpen)                               | 1973 | Schweden                                   | Bo Widerberg                                | Kinderfilm um einen fußballbegeisterten Jungen                                                      |
| Fußball der guten alten Zeit                              | 1973 | Ungarn                                     | Pál Sándor                                  | |
| Bienvenido, Mister Krif                                   | 1974 | Spanien                                    | Tulio Demicheli                             | |
| Wie der Fußball nach Georgien kam (Pervaya lastochka)     | 1975 | UdSSR                                      | Nana Mtschedlidse                           | |
| Damit ist die Sache für mich erledigt (Coup de tête)      | 1979 | Frankreich                                 | Jean-Jacques Annaud                         | |
| Yesterday’s Hero                                          | 1979 | Großbritannien                             | Neil Leifer                                 | Drama um einen Ex-Fußballer, der nun dem Alkohol zugeneigt ist                                      |
| Flucht oder Sieg (Escape to Victory)                      | 1981 | USA                                        | John Huston                                 | mit Pelé, Bobby Moore, Osvaldo Ardiles und anderen                                                  |
| Gregory’s Girl                                            | 1981 | Großbritannien                             | Bill Forsyth                                | Komödie um ein Mädchen in der Mannschaft                                                            |
| Manni, der Libero                                         | 1982 | BRD                                        | Franz Josef Gottlieb                        | Fernsehserie um den Werdegang eines jungen Fußballspielers                                          |
| Verzeihung, sehen Sie Fußball?                            | 1983 | DDR                                        | Gunther Scholz                              | Episodenfilm um Fernsehzuseher des WM-Finales 1982                                                  |
| Tod dem Schiedsrichter (À mort l'arbitre)                 | 1984 | Frankreich                                 | Jean-Pierre Mocky                           | Thriller                                                                                            |
| The Firm                                                  | 1988 | Großbritannien                             | Alan Clarke                                 | |
| Piłkarski poker                                           | 1988 | Polen                                      | Janusz Zaorski                              | |
| Il colore della vittoria                                  | 1990 | Italien                                    | Vittorio De Sisti                           | zweiteiliger Fernsehfilm über die Weltmeisterschaftsmannschaft 1934                                 |
| Ultrá – Blutiger Sonntag                                  | 1990 | Italien                                    | Ricky Tognazzi                              | |
| Cup Final                                                 | 1991 | Israel                                     | Eran Riklis                                 | |
| Nordkurve                                                 | 1993 | Deutschland                                | Adolf Winkelmann                            | |
| Schicksalsspiel                                           | 1993 | Deutschland                                | Bernd Schadewald                            | |
| Bando und der goldene Fußball                             | 1993 | Guinea                                     | Cheik Doukouré                              | |
| The Big Green – Ein unschlagbares Team                    | 1995 | USA                                        | Holly Goldberg Sloan                        | |
| Immer wieder samstags                                     | 1996 | Großbritannien                             | Maria Giese                                 | |
| Ballfieber                                                | 1997 | Großbritannien                             | David Evans                                 | nach Nick Hornbys Roman Fever Pitch von 1992                                                        |
| Indirekter Freistoß                                       | 1997 | Spanien                                    | Juanjo Giménez                              | Kurzfilm                                                                                            |
| Dribbling Fate - Fintar o Destino                         | 1998 | Portugal, Kapverde                         | Fernando Vendrell                           | C.I.C.A.E. Award Berlinale 1998                                                                     |
| Kick it with Samba                                        | 1998 | Großbritannien/USA                         | John Forte                                  | |
| Eight                                                     | 1998 | Großbritannien                             | Stephen Daldry                              | Kurzfilm                                                                                            |
| Boleiros                                                  | 1998 | Brasilien                                  | Urgo Giorgetti                              | |
| Home Team – Ein treffsicheres Team                        | 1998 | Kanada                                     | Allan A. Goldstein                          | |
| Uma História de Futebol                                   | 1998 | Brasilien                                  | Paulo Machline                              | Kurzfilm, Verfilmung eines Kinderbuches zur Jugend Pelés                                            |
| Spiel der Götter – Als Buddha den Fußball entdeckte       | 1999 | Bhutan, Australien                         | Khyentse Norbu                              | |
| 6:3 – Tuttis Traum                                        | 1999 | Ungarn                                     | Péter Timár                                 | |
| Derby                                                     | 1999 | Deutschland                                | Ingo Haeb                                   | Kurzfilm                                                                                            |
| Ein unschlagbares Doppel                                  | 1999 | USA                                        | David Steinberg                             | |
| Nie mehr zweite Liga                                      | 2000 | Deutschland                                | Kaspar Heidelbach                           | |
| Fußball ist unser Leben                                   | 2000 | Deutschland                                | Tomy Wigand                                 | |
| Yellow Card                                               | 2000 | Simbabwe                                   | John Riber                                  | |
| Best                                                      | 2000 | Großbritannien                             | Mary McGuckian                              | |
| Nur Mut, Jimmy Grimble                                    | 2000 | Großbritannien, Frankreich                 | John Hay                                    | Gläserner Bär auf der Berlinale 2001                                                                |
| Der Ball ist verdammt rund                                | 2000 | Deutschland                                | Jakob Ziemnicki                             | Kurzfilm                                                                                            |
| Leben, Tod und Fußball                                    | 2000 | Belgien                                    | Sam Garbarski                               | Kurzfilm                                                                                            |
| A Shot at Glory                                           | 2001 | Großbritannien                             | Michael Corrente                            | |
| Atlético San Pancho                                       | 2001 | Mexiko                                     | Gustavo Loza                                | Komödie/Familienfilm                                                                                |
| Mean Machine – Die Kampfmaschine                          | 2001 | Großbritannien                             | Barry Skolnick                              | |
| Grégoire Moulin gegen den Rest der Welt                   | 2001 | Frankreich                                 | Artus de Penguern                           | |
| Shaolin Kickers                                           | 2001 | Hongkong                                   | Stephen Chow                                | |
| Mike Bassett: England Manager                             | 2001 | Großbritannien                             | Steve Barron                                | Satire                                                                                              |
| Kick It Like Beckham (Bend it Like Beckham)               | 2002 | Großbritannien                             | Gurinder Chadha                             | |
| Die Helden von Bern                                       | 2002 | Deutschland                                | Florian Plag, Martin Seibert, Ingo Steidl   | Animationsfilm                                                                                      |
| Die Nacht von Yokohama                                    | 2002 | Deutschland                                | Romuald Karmakar                            | Kurzfilm                                                                                            |
| The Soccamatic                                            | 2002 | Großbritannien                             | Loyd Price, Christopher Sadler              | Animationsfilm, Kurzfilm                                                                            |
| Zwei kleine Helden                                        | 2002 | Schweden                                   | Ulf Mamros                                  | |
| Das Wunder von Bern                                       | 2003 | Deutschland                                | Sönke Wortmann                              | |
| Befreite Zone                                             | 2003 | Deutschland                                | Norbert Baumgarten                          | |
| Die Wilden Kerle – Alles ist gut, solange du wild bist!   | 2003 | Deutschland                                | Joachim Masannek                            | |
| United                                                    | 2003 | Norwegen                                   | Magnus Martens                              | |
| Die Katze von Altona                                      | 2003 | Deutschland                                | Wolfgang Dinslage                           | Kurzfilm                                                                                            |
| La Barriera                                               | 2003 | Italien                                    | Fillippo Macelloni                          | Kurzfilm                                                                                            |
| Spielerfrauen                                             | 2003 | Deutschland                                | Martin Walz                                 | Kurzfilm                                                                                            |
| Aus der Tiefe des Raumes                                  | 2004 | Deutschland                                | Gil Mehmert                                 | |
| Azul y blanco                                             | 2004 | Chile                                      | Sebastián Araya                             | Drama um die Liebe zweier Fans rivalisierender Vereine                                              |
| Männer wie wir                                            | 2004 | Deutschland                                | Sherry Hormann                              | |
| Die Wilden Kerle 2 – Alles ist gut, solange du wild bist! | 2005 | Deutschland                                | Joachim Masannek                            | |
| Höchststrafe                                              | 2005 | Spanien                                    | Juanjo Giménez                              | Kurzfilm                                                                                            |
| 11 Men Out                                                | 2005 | Island                                     | Róbert I. Douglas                           | |
| Bloody Footy                                              | 2005 | Australien                                 | Dean Chircop                                | Kurzfilm                                                                                            |
| FC Venus – Fußball ist Frauensache                        | 2005 | Finnland                                   | Joona Tena                                  | |
| Goal – Lebe deinen Traum                                  | 2005 | Großbritannien                             | Danny Cannon                                | |
| Hooligans                                                 | 2005 | Großbritannien, USA                        | Lexi Alexander                              | |
| Fußballfieber – Elfmeter für Daddy                        | 2005 | USA                                        | Jesse Dylan                                 | |
| Der Geist von St. Pauli                                   | 2005 | Deutschland                                | Michael Sommer                              | Kurzfilm                                                                                            |
| One Day in Europe                                         | 2005 | Deutschland, Spanien                       | Hannes Stöhr                                | |
| The Football Factory                                      | 2005 | Großbritannien                             | Nick Love                                   | |
| The Great Match                                           | 2005 | Deutschland, Spanien                       | Gerardo Olivares                            | |
| The Game of Their Lives                                   | 2005 | USA                                        | David Anspaugh                              | |
| Wir Weltmeister – ein Fußballmärchen                      | 2006 | Deutschland                                | Sebastian Dehnhart                          | |
| Offside                                                   | 2006 | Iran                                       | Jafar Panahi                                | |
| Die Wilden Kerle 3 – Die Attacke der Biestigen Biester    | 2006 | Deutschland                                | Joachim Masannek                            | |
| Poldis Engel                                              | 2006 | Deutschland                                | Tina von Traben                             | Kurzfilm                                                                                            |
| FC Venus – Angriff ist die beste Verteidigung             | 2006 | Deutschland                                | Ute Wieland                                 | Neuverfilmung von FC Venus – Fußball ist Frauensache                                                |
| Eine andere Liga                                          | 2006 | Deutschland                                | Buket Alakuş                                | |
| She’s the Man – Voll mein Typ!                            | 2006 | USA                                        | Andy Fickman                                | |
| Helden 06                                                 | 2006 | Deutschland                                | Daniel Müller, Florian Plag, Martin Seibert | Animationsfilm                                                                                      |
| Goal II – Der Traum ist real!                             | 2006 | Großbritannien                             | Jaume Collet-Serra                          | |
| Schiri im Abseits                                         | 2006 | Deutschland                                | Lutz Schebesta                              | |
| Dawn of the Dorks                                         | 2006 | Deutschland                                | Eric Esser                                  | Kurzfilm                                                                                            |
| Der Weg nach San Diego                                    | 2006 | Argentinien                                | Carlos Sorín                                | |
| Gracie                                                    | 2007 | USA                                        | Davis Guggenheim                            | |
| Kick It Like Sara                                         | 2007 | USA                                        | Norm Hunter                                 | |
| Dhan Dhana Dhan Goal                                      | 2007 | Indien                                     | Vivek Agnihotri                             | |
| Küss mich, Genosse!                                       | 2007 | Deutschland                                | Franziska Meyer Price                       | Zeitreise und Ost-West-Komödie im Umfeld der WM 1974, mit Jürgen Sparwasser                         |
| Die Wilden Kerle 4 – Der Angriff der Silberlichten        | 2007 | Deutschland                                | Jochen Massaneck                            | |
| Die Wilden Kerle 5                                        | 2008 | Deutschland                                | Jochen Massaneck                            | |
| Goal 3 – Das Finale                                       | 2009 | Großbritannien                             | Andrew Morahan                              | dritter Teil der Fußballfilm-Trilogie Goal                                                          |
| The Firm – 3. Halbzeit                                    | 2009 | Großbritannien                             | Nick Love                                   | Neuverfilmung des gleichnamigen Films von 1988                                                      |
| Hooligans 2 – Stand Your Ground                           | 2009 | USA, Großbritannien                        | Jesse V. Johnson                            | Fortsetzung des 2005 veröffentlichten Films Hooligans                                               |
| 66/67 – Fairplay war gestern                              | 2009 | Deutschland                                | Carsten Ludwig, Jan-Christoph Glaser        | |
| Star Crossed                                              | 2009 | Portugal                                   | Mark Heller                                 | Im Spannungsfeld zweier rivalisierender Lokalklubs angesiedelte Romeo&Julia-Adaption                |
| The Damned United – Der ewige Gegner                      | 2009 | Großbritannien                             | Tom Hooper                                  | |
| Africa United                                             | 2010 | Großbritannien                             | Deborah Gardner-Patison                     | ruandische Kinder wollen zur WM 2010 nach Südafrika                                                 |
| Oh Fortuna                                                | 2010 | Deutschland                                | Johannes Klais                              | |
| Teufelskicker                                             | 2010 | Deutschland                                | Granz Henman                                | Kinder- und Jugendfilm                                                                              |
| Der ganz große Traum                                      | 2011 | Deutschland                                | Sebastian Grobler                           | über den Braunschweiger Pädagogen und Fußballpionier Konrad Koch                                    |
| Gegengerade                                               | 2011 | Deutschland                                | Tarek Ehlail                                | |
| Kiss the Coach                                            | 2012 | USA                                        | Gabriele Muccino                            | |
| Believe                                                   | 2013 | Großbritannien                             | David Scheinmann                            | fiktionale Geschichte um Matt Busby                                                                 |
| Comme un lion                                             | 2013 | Frankreich                                 | Samuel Collardey                            | |
| Fußball – Großes Spiel mit kleinen Helden                 | 2013 | USA/Argentinien/Spanien                    | Juan José Campanella                        | Animationsfilm                                                                                      |
| Goal of the Dead – Elf Zombies müsst ihr sein             | 2014 | Frankreich                                 | Thierry Poiraud, Benjamin Rocher            | Horrorkomödie, Zombiefilm                                                                           |
| Zwei Gesichter                                            | 2014 | Deutschland                                | Christian Schäfer                           | Kurzfilm; erster Film über Homophobie im Fußball, der vom Deutschen Fußball-Bund koproduziert wurde |
| Landauer – Der Präsident                                  | 2014 | Deutschland                                | Hans Steinbichler                           | Fernsehfilm über das Leben von Kurt Landauer                                                        |
| United Passions                                           | 2014 | Frankreich                                 | Frédéric Auburtin                           | Drama über die Entstehung von FIFA                                                                  |
| El 5 de Talleres                                          | 2015 | Uruguay/Deutschland/Niederlande/Frankreich | Adrián Biniez                               | romantische Komödie mit Drama-Anteilen                                                              |
| Mister Twister – Eine Klasse im Fußballfieber             | 2016 | Niederlande                                | Anielle Webster                             | Jugendfilm                                                                                          |
| Volltreffer                                               | 2016 | Deutschland                                | Granz Henman                                | Romantikkomödie um einen Spielerwechsel vom BVB zu Bayern München                                   |
| Der Fußball oder ich – Eine Ehe im Abseits                | 2017 | Argentinien                                | Marcos Carnevale                            | Komödie                                                                                             |
| Mario                                                     | 2018 | Schweiz                                    | Marcel Gisler                               | über die Liebe zwischen zwei Mannschaftskameraden und die im Profifußball verbreitete Homophobie    |
| Diamantino                                                | 2018 | Portugal/Frankreich/Brasilien              | Gabriel Abrantes, Daniel Schmidt            | in parodistischer Anlehnung an Cristiano Ronaldo                                                    |
| Trautmann                                                 | 2018 | Deutschland, Großbritannien                | Marcus H. Rosenmüller                       | über das Leben von Bert Trautmann                                                                   |
| Nefta Football Club                                       | 2018 | Frankreich                                 | Yves Piat                                   | Oscar-nominierter Kurzfilm                                                                          |
| Das Fußballspiel                                          | 2019 | Italien                                    | Francesco Carnesecchi                       | Drama                                                                                               |
| The Match                                                 | 2020 | Kroatien / USA                             | Dominik Sedlar, David Sedlar                | Drama um ein Spiel von Lagerinsassen gegen Nazi-Mannschaft                                          |

## Dokumentarfilme
| Filmtitel                                                           | Jahr | Land                 | Regie                                              | Filmgattung, Sonstiges |
| ------------------------------------------------------------------- | ---- | -------------------- | -------------------------------------------------- | --- |
| König Fußball                                                       | 1926 | Deutschland          | O. F. Mauer                                        | Stummfilm |
| Garrincha – Fußballheld Brasiliens                                  | 1962 | Brasilien            | Joaquim Pedro                                      | |
| Fußball wie noch nie                                                | 1970 | BRD                  | Hellmuth Costard                                   | experimenteller Film, die Kamera bleibt 90 Minuten lang auf George Best gerichtet                                                                      |
| Il profeta del gol                                                  | 1976 | Italien              | Sandro Ciotti                                      | über Johan Cruyff |
| Profis – Ein Jahr Fußball mit Paul Breitner und Uli Hoeneß          | 1979 | BRD                  | Christian Weisenborn, Michael Wulfes               | |
| O Nosso Futebol                                                     | 1984 | Portugal             | Ricardo Costa                                      | Fußball in Portugal 1888–1984, Sprecher + Musik: António Victorino de Almeida                                                                          |
| Und freitags in die Grüne Hölle                                     | 1989 | DDR                  | Ernst Cantzler                                     | über die Fans des 1. FC Union Berlin |
| Mädchen am Ball                                                     | 1995 | Deutschland          | Aysun Bademsoy                                     | Porträts der Spielerinnen des BSC Agrispor |
| Das Fußballdrama von Sheffield                                      | 1996 | Großbritannien       | Charles McDougall                                  | |
| Les Yeux dans les Bleus                                             | 1998 | Frankreich           | Stéphane Meunier                                   | |
| Das Spiel ihres Lebens                                              | 2002 | Großbritannien       | Daniel Gordon                                      | |
| Im Westen ging die Sonne auf                                        | 2002 | Deutschland          | Wolfgang Ettlich                                   | Die Geschichte von Bergbau, Stahl und Fußball im Ruhrgebiet                                                                                            |
| The Other Final                                                     | 2003 | Niederlande, Japan   | Johan Kramer                                       | |
| The Forbidden Team                                                  | 2003 | Dänemark             | Arnold Krøigaard, Rasmus Dinesen                   | |
| Pelé Eterno                                                         | 2004 | Brasilien            | Anibal Massaini Neto                               | |
| Adelante Muchachas                                                  | 2004 | Deutschland          | Erika Harzer                                       | |
| Das Spiel ohne Ball                                                 | 2004 | Deutschland          | Alfred Behrens                                     | |
| Gib mich die Kirsche! – Die 1. deutsche Fußballrolle                | 2004 | Deutschland          | Oliver Gieth, Peter Hüls                           | |
| Fußball Gott                                                        | 2005 | Deutschland          | David Kadel                                        | Roadmovie |
| Die Todeself                                                        | 2005 | Deutschland          | Claus Bredenbrock                                  | |
| Wir sind Dir treu                                                   | 2005 | Schweiz, Deutschland | Michael Koch                                       | Kurzfilm |
| Jamila                                                              | 2005 | Niederlande          | Ingeborg Jansen                                    | Kurzfilm |
| Deutschland. Ein Sommermärchen                                      | 2006 | Deutschland          | Sönke Wortmann                                     | |
| Amando a Maradona                                                   | 2006 | Argentinien          | Javier Martín Vázquez                              | |
| 3 Lions, 23 Players & 100.000 Friendly Fans                         | 2006 | England              | Jamie McDine                                       | |
| Black Starlets – Der Traum vom großen Fußball                       | 2006 | Deutschland, Ghana   | Christoph Weber                                    | |
| Fußballgöttinnen                                                    | 2006 | Deutschland          | Nina Erfle, Frédériue Veith                        | |
| Warum halb vier?                                                    | 2006 | Deutschland          | Lars Pape                                          | |
| Once in a Lifetime – The Extraordinary Story of the New York Cosmos | 2006 | USA                  | Paul Crowder, John Dower                           | |
| Fünfte Herren – Fußball pur                                         | 2007 | Deutschland          | Volker Redeker                                     | über die Faszination Amateurfußball am Beispiel der 5. Herrenmannschaft des FC St. Pauli                                                               |
| Zidane – Ein Porträt im 21. Jahrhundert                             | 2007 | Frankreich           | Philippe Parreno, Douglas Gordon                   | 17 Kameras beobachten Zinédine Zidane über die Länge eines kompletten Spiels zwischen Real Madrid und FC Villarreal                                    |
| Die besten Frauen der Welt                                          | 2008 | Deutschland          | Britta Becker                                      | |
| Football Under Cover                                                | 2008 | Deutschland          | Ayat Najafi, David Assmann                         | |
| Maradona by Kusturica                                               | 2008 | Frankreich           | Emir Kusturica                                     | |
| Sankt Pauli! – Rausgehen – Warmmachen – Weghauen                    | 2008 | Deutschland          | Joachim Bornemann                                  | |
| Futebol de Causas                                                   | 2009 | Portugal             | Ricardo Antunes Martins                            | über Academica Coimbra |
| Referees at Work                                                    | 2009 | Belgien              | Yves Hinant, Eric Cardot                           | über Schiedsrichter bei der Europameisterschaft 2008                                                                                                   |
| Hoffenheim – Das Leben ist kein Heimspiel                           | 2010 | Deutschland          | Rouven Rech, Frank Marten Pfeiffer                 | |
| Tom meets Zizou – Kein Sommermärchen                                | 2011 | Deutschland          | Aljoscha Pause                                     | |
| Das ganze Stadion                                                   | 2011 | Deutschland          | Felix Grimm                                        | über die Fans des FC St. Pauli |
| 120, Serás eterno como el tiempo                                    | 2012 | Uruguay              | Shay Levert                                        | über Club Atlético Peñarol |
| Die schwarz-gelbe Wand                                              | 2012 | Deutschland          | Klaus Fiedler (Sky Sports)                         | über die Südtribüne Dortmund |
| Trainer!                                                            | 2013 | Deutschland          | Aljoscha Pause                                     | über die drei jungen Profi-Trainer Frank Schmidt, André Schubert und Stephan Schmidt                                                                   |
| Wir die Wand                                                        | 2013 | Deutschland          | Klaus Mertens (WDR)                                | über die BVB-Fans auf der Südtribüne Dortmund |
| Die Mannschaft                                                      | 2014 | Deutschland          | Martin Christ, Jens Gronheid, Ulrich Voigt         | über die deutsche Nationalmannschaft bei der Fußballweltmeisterschaft 2014                                                                             |
| Union fürs Leben                                                    | 2014 | Deutschland          | Rouven Rech, Frank Marten Pfeiffer                 | über die Fans des 1. FC Union Berlin |
| Meidericher Vizemeister                                             | 2014 | Deutschland          | Kristian Lütjens, Matthias Knorr, Michael Wildberg | über die Vizemeisterschaft 1964 des Meidericher SV |
| Im Derby-Dreieck                                                    | 2015 | Deutschland          | Milan Skrobanek                                    | über die Rivalität der Vereine VfL Osnabrück, SC Preußen Münster und Arminia Bielefeld, die in der Saison 2014/2015 gemeinsam in der 3. Liga spielten. |
| Am Borsigplatz geboren – Franz Jacobi und die Wiege des BVB         | 2015 | Deutschland          | Marc Quambusch                                     | über die Gründungsgeschichte von Borussia Dortmund und das Leben von Franz Jacobi                                                                      |
| Fotbal infinit                                                      | 2018 | Rumänien             | Corneliu Porumboiu                                 | über einen Beamten, der seit 20 Jahren vergeblich versucht, den Fußball durch neue Regeln zu revolutionieren.                                          |

## Belege
1. ↑  Schwab 2006.
2. ↑  Infoflyer Frankfurter Fußballfilmfestival 2006 (Memento vom 18. Mai 2006 im Internet Archive)
3. ↑  http://www.imdb.com/title/tt0121601/combined
4. ↑  Und freitags in die "Grüne Hölle". In: defa-stiftung.de. Abgerufen am 6. April 2020.
5. ↑  http://www.imdb.com/title/tt1974261/